# Stopplaats Wijnvoorden
Stopplaats Wijnvoorden (geografische afkorting Wvd) is een voormalige halte aan de Staatslijn A. De stopplaats Wijnvoorden lag tussen de huidige stations Wijhe en Zwolle.
De stopplaats was geopend van 1895 tot 3 juni 1918.